# Freddy Charlier
Frédéric Charles Joseph François Charlier, dit Freddy (né le 24 juin 1890 à Bruxelles-Ville et mort le 7 juillet 1929 à Stavelot d'un accident au circuit de Francorchamps, à  39 ans) était un pilote automobile belge sur circuits et de la montagne.

## Biographie
Il effectua sa carrière en sports mécaniques durant cinq ans lors des années 1920, sur Ballot L4 2L., Excelsior, Bugatti (types 35 et 43), et Lombard AL3 (lors du Grand Prix d'Allemagne en 1928). Il débuta durant la mi-saison 1924 aux 24 Heures de Spa (sur Ballot), et eut un temps pour équipier Josef Delzaert (vainqueur à Thuin en 1928). Il fut en équipage avec Arthur Duray lors des 24 Heures de Spa en 1925.

## Palmarès
Grand Prix (3 victoires, en Belgique):
- Circuit de Thuin, en 1927 et 1929 sur Bugatti 2 puis 3L.;
- Grand Prix de l’Heure. en 1927, aussi sur Bugatti 3L.;
  - 3e du Circuit des Routes Pavées en 1925, sur Excelsior;

Courses de côte (4 victoires, en 1928):

- Malchamps (la Coupe de la Meuse, à Spa), sur Bugatti T35 4.7L.;
- Wavre, catégorie Sport et général, sur Bugatti T35;
- Wimille (Boulogne-sur-Mer), sur Bugatti T35;
- Mont Lombert (Boulogne-sur-Mer), sur Bugatti T35B.